# Nowy Zyzdrój
Nowy Zyzdrój (niem. Neu Sysdroy, 1938–1945 Neusixdroi) – wieś w Polsce położona w województwie warmińsko-mazurskim, w powiecie mrągowskim, w gminie Piecki. Miejscowość wchodzi w skład sołectwa Nowe Kiełbonki. W latach 1975–1998 miejscowość administracyjnie należała do województwa olsztyńskiego.

## Historia
Osada powstawała około 1838 r. na brzegu jeziora Zyzdrój Wielki. W tym okresie w osadzie były dwa domy i 11 mieszkańców. W 1938 r., w ramach akcji germanizacyjnej, zmieniono urzędowa nazwę wsi na Neusixdroi.
Zobacz też: Jezioro Zyzdrój Wielki, Jezioro Zyzdrój Mały.